# Festival Internacional de Música de Morelia
El Festival de Música de Morelia (FMM) es un evento musical realizado anualmente en la ciudad de Morelia, Michoacán, México, durante el mes de noviembre. Su nombre oficial es «Festival de Música de Morelia Miguel Bernal Jiménez», llamado así actualmente en memoria del ilustre compositor y organista moreliano. Fundado en el año 1989. En este año, el festival realizará su edición número 36 a celebrarse del 15 al 24 de noviembre de 2024. El festival forma parte de las mejores Fiestas y celebraciones de Morelia que se realizan cada año, posee una gran tradición y trayectoria. Además este festival posee varias extensiones en distintas regiones del estado de Michoacán.
El festival es organizado y auspiciado por un patronato conformado por familiares del compositor Miguel Bernal Jiménez, diversos patrocinadores y autoridades gubernamentales.
Además el festival es un escaparate en el que se divulga el quehacer académico de sus docentes y alumnos, se apoye el desarrollo musical en la ciudad, se establezcan lazos de comunicación con organismos afines y se fomente la cultura integral de los mexicanos.
Es a partir de su décima cuarta edición, que el Festival de Música de Morelia lleva el nombre de Miguel Bernal Jiménez en justo reconocimiento a su inspirador músico michoacano.

## Historia y antecedentes
El Festival Internacional de Música de Morelia surge en julio de 1989, con el ánimo de fomentar la difusión y la enseñanza musical. La idea de formar un centro musical en Morelia similar a Salzburgo, se encuentra asentada en el proyecto que escribiera, a fines de la década de los años cuarenta en el siglo anterior, el más ilustre compositor nacido en Michoacán, llamado Miguel Bernal Jiménez.
Michoacán ha sido cuna pródiga para las más variadas manifestaciones artísticas incluyendo el hecho que en Morelia se fundó el Primer Conservatorio de América en el año de 1743 [cita requerida].
Intelectuales, artistas plásticos, literatos, dramaturgos, bailarines y por supuesto músicos, no escapan de la geografía michoacana como es el caso del propio Miguel Bernal Jiménez quien además de haber iniciado la etapa moderna del Conservatorio de las Rosas, fundó uno de sus grupos artísticos con más fama y renombre internacional: El Coro de los Niños Cantores de Morelia.
La propuesta artística del Festival ha sido intensa a lo largo de los años, lo que ha permitido el disfrute de géneros como el canto gregoriano, música de cámara, sinfónica, electroacústica, contemporánea, ópera y recitales diversos. En algunas de sus ediciones y como justo reconocimiento a su legado cultural, el Festival ha rendido homenaje a figuras como Mozart, Beethoven, Revueltas, Blas Galindo, Manuel M. Ponce y el propio Bernal Jiménez, difundiendo sus obras. Parte importante de su programación han sido los estrenos, incluso mundiales, que se han hecho de obras como: Cantata a Morelia, de Manuel Enríquez; Salmo, de Miguel Bernal Jiménez con música de J. Jesús Carreño; Concierto Tiento, de Luis Jaime Cortez; o bien Himno de los bosques, Cuarteto de Navidad y Navidad en Tierra Azteca, de Miguel Bernal Jiménez.
El Festival Internacional de Música de Morelia ha sido el punto de encuentro no sólo entre los más grandes compositores universales, sino también entre sus mejores intérpretes procedentes de países tan variados como: Alemania, Dinamarca, Argentina, Cuba, Francia, Turquía, Estados Unidos, Eslovenia, Holanda, República Checa, España, Australia, Japón, Brasil y México.
Algunas de las orquestas, ensambles y coros que han sido incluidos en su programación son: la Filarmónica de Jalisco, Orquesta Filarmónica de la Ciudad de México, Orquesta Sinfónica Nacional, Orquesta Academia de Viena, Orquesta Juvenil Alemana, Orquesta Pro-Arte de Múnich, la Schola Cantorum Cantate, Coro Ambassadors, Ars Antiqua y Coro Nacional de México y el Orfeón Donostiarra entre otros. 
Por su parte los solistas que han enriquecido al FIMM con sus presentaciones han sido, entre otros: Mark Seltzer, Ramón Vargas, Francisco Araiza, Úrsula Mazurek, Gyorgy Sandor, Joaquín Achúcarro, María Julius, Ilya Gringolts, Gary Karr, Viktoria Mullova, Carlos Prieto, Niurka González, France Clidat, Roberto Aymes y los Solistas de la Filarmónica de Berlín. Compositores, músicos y grupos del Estado de Michoacán no podían permanecer ajenos y han hallado en el Festival el mejor de los escenarios para la divulgación de su trabajo como es el caso de la Orquesta de Cámara de Michoacán, Alfonso Vega Núñez, Bonifacio Rojas, la Orquesta Sinfónica de Michoacán, la Coral Moreliana Ignacio Mier Arriaga, así como el Coro y el Ensamble de Las Rosas.
Batutas como las de Eduardo Mata, Luis Herrera de la Fuente, Manuel Enríquez, Enrique Barrios y Enrique Diemecke han compartido escenarios en el FIMM con Fernando Lozano quien fue su primer director artístico.

## Sedes
El festival tiene como principales recintos diversas iglesias, edificios y plazas del Centro Histórico de Morelia entre los que se encuentran la Catedral de Morelia, El Palacio de Gobierno, El Conservatorio de las Rosas, y La Plaza Valladolid de Morelia además de teatros y auditorios de la ciudad.

## Selección musical
En el Festival se busca difundir, conservar y promover la música principalmente clásica y tradicional de diversas partes del mundo, por lo que cada año el festival se enfoca especialmente en mostrar la cultura musical de un país o región del mundo previamente elegido, invitando a destacados músicos y compositores, así como coros, orquestas y grupos musicales quienes dan presencia de los grandes valores artísticos y culturales de sus países.
La propuesta artística del Festival ha sido intensa a lo largo de los años, lo que ha permitido el disfrute de géneros como el canto gregoriano, música de cámara, electroacústica, contemporánea, ópera y recitales diversos. En algunas de sus ediciones y como justo reconocimiento a su legado cultural, el Festival ha rendido homenaje a figuras como Mozart, Beethoven, Revueltas, Blas Galindo, Manuel M. Ponce y el propio Bernal Jiménez, difundiendo sus obras. Parte importante de su programación han sido los estrenos, incluso mundiales, que se han hecho de obras como: Cantata a Morelia, de Manuel Enríquez; Salmo, de Miguel Bernal Jiménez con música de J. Jesús Carreño; Concierto Tiento, de Luis Jaime Cortez; o bien Himno de los bosques, Cuarteto de Navidad y Navidad en Tierra Azteca, de Miguel Bernal Jiménez.

## Artistas invitados
El Festival Internacional de Música de Morelia ha sido el punto de encuentro no sólo entre los más grandes compositores universales, sino también entre sus mejores intérpretes procedentes de países tan variados como: Dinamarca, Argentina, Cuba, Francia, Turquía, Estados Unidos, Eslovenia, Holanda, República Checa, España, Australia, Japón, Brasil y México.
Algunas de las orquestas, ensambles y coros que han sido incluidos en su programación son: la Filarmónica de Jalisco, Orquesta Filarmónica de la Ciudad de México, Orquesta de Cámara de Bellas Artes, Orquesta Sinfónica Nacional, Orquesta Pro-Arte de Múnich, la Schola Cantorum Cantate, Coro Ambassadors, Ars Antiqua y Coro Nacional de México y el Orfeón Donostiarra entre otros. 
Por su parte los solistas que han enriquecido al FIMM con sus presentaciones han sido, entre otros: Mark Seltzer, Ramón Vargas, Francisco Araiza, Úrsula Mazurek, Gyorgy Sandor, Joaquín Achúcarro, María Julius, Gary Karr, Carlos Prieto, Niurka González, France Clidat, Roberto Aymes, Philipe Glass y los Solistas de la Filarmónica de Berlín. Compositores, músicos y grupos del Estado de Michoacán no podían permanecer ajenos y han hallado en el Festival el mejor de los escenarios para la divulgación de su trabajo como es el caso de la Orquesta de Cámara de Michoacán, Alfonso Vega Núñez, Bonifacio Rojas, la Orquesta Sinfónica de Michoacán, la Coral Moreliana Ignacio Mier Arriaga, así como el Coro y el Ensamble de Las Rosas.
Batutas como las de Eduardo Mata, Luis Herrera de la Fuente, Manuel Enríquez, Enrique Barrios y Enrique Diemecke han compartido escenarios en el FIMM con Fernando Lozano quien fue su primer director artístico y a quien desde la edición 2002, nuevamente dirigió la programación del Festival.